# George Thomas Baird
Pour les articles homonymes, voir Baird.
George Thomas Baird (1847 - 1917) est un homme d'affaires et un homme politique canadien du Nouveau-Brunswick.

## Biographie
George Thomas Baird naît le 3 novembre 1847 à Andover, au Nouveau-Brunswick.
Membre du parti conservateur, il est élu député provincial de la circonscription de Victoria de 1884 à 1890. Il est membre du Conseil législatif du 11 avril 1891 au 28 septembre 1892 et est ensuite réélu en 1892 mais démissionne le 1er juin 1895 pour être nommé au sénat le 19 juin de la même année sur avis de Mackenzie Bowell. Il occupera cette fonction pendant plus de 21 ans jusqu'à sa mort, intervenue le 21 avril 1917.